# Montreal Manic
Montreal Manic is een voormalige Canadese voetbalclub uit Montréal. Het thuisstadion van de club was het Stade Olympique, dat plaats bood aan 60.000 toeschouwers.

## Geschiedenis
Montreal Manic ontstond in 1981 doordat de franchise van Philadelphia Fury verkocht werd. De nieuwe eigenaren namen de franchise mee naar Montréal en stichten daar een nieuw team.
De club speelde drie seizoenen in de North American Soccer League. Daarin werden geen aansprekende resultaten behaald.
De club werd in 1983 opgeheven.

## Bekende spelers
- Dwight Lodeweges